# Dipodomys panamintinus
Dipodomys panamintinus — вид гризунів родини Heteromyidae. Це ендемік пустелі Мохаве в східній Каліфорнії та західній Неваді в США.

## Морфологічна характеристика
При середній загальній довжині 292 мм, включаючи хвіст 172 мм, самці лише трохи більші за самок, які досягають 288 мм загальної довжини та 170 мм довжини хвоста. Довжина задніх лап близько 44 мм, а довжина вух — близько 14 мм. Верх світло-глинистого кольору з вохристими відтінками, а низ білий. Забарвлення стегон відповідає верхній стороні. Цей гризун має чорні плями навколо носа. Також є чорні повіки і чорні плями на вухах. Типовими є легкі поздовжні лінії на верхній і нижній частині хвоста. На кінці хвоста є китиця. На задніх лапах цього виду п’ять пальців. Як і в інших представників роду, є защічні мішки, в яких транспортується їжа.
Спосіб життя
Поза шлюбним періодом особини живуть окремо на територіях від 0,4 до 1,2 га. Підземна споруда зазвичай будується під захистом чагарнику. Звичайна будівля складається з житлової кімнати і 12 або трохи більше коридорів. Тварини ведуть нічний спосіб життя і не впадають у сплячку. Зазвичай вони шукають їжу через дві години після заходу сонця та між шостою та дев’ятою годинами. Коли більше 40 відсотків території вкрито снігом, вид залишається у своїй норі. Його можна побачити на вулиці при температурі -5°C. У рідкісних бійках екземпляри можуть серйозно поранити себе. Dipodomys panamintinus їсть різноманітне насіння рослин і, на відміну від кишенькових мишей, важко розрізняє їстівні та неїстівні предмети. Здібності до плавання у них добре розвинені.
Парування відбувається переважно в лютому-березні, рідше в квітні. Для цього самець і самиця відвідують один одного в одній з нір і самець тримає самицю за шию. Після 29–30 днів вагітності зазвичай народжується три-чотири потомства. Вони спочатку важать близько 4,5 г і мають закриті очі та вуха. У них з'являється шерсть через 10 днів, чують через 12–14 днів і бачать через 17–18 днів. Самиці вигодовують дитинчат протягом 27–29 днів, а статева зрілість настає через 24–56 днів.